# Gottlieb Göller

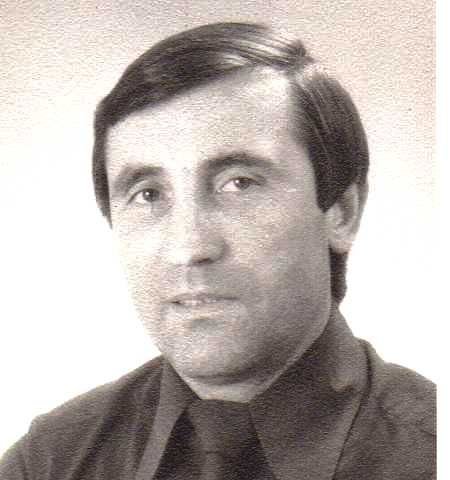
Gottlieb Göller

Gottlieb Göller (* 31. Mai 1935 in Nürnberg; † 27. August 2004 in Basel) war ein deutscher Fußballspieler, Ingenieur und viermaliger Fußballtrainer der Nationalmannschaften Togos.

## Karriere als Fußballspieler
Göller startete nach einer hoffnungsvollen Jugendzeit seine Karriere als Fußballspieler beim 1. FC Nürnberg, wo er von 1953 bis 1955 spielte. Für Nürnberg lief er in zwei Freundschaftsspielen auf, absolvierte aber keine Pflichtspiele. Im Anschluss spielte er 1955/56 bei FC Bayern Hof und 1956 bis 1961 beim VfL Neustadt. Für Wormatia Worms lief er in der Saison 1961/62 in insgesamt 19 Einsätzen im Mittelfeld auf, letzte Station seiner Karriere war in der Saison 1962/63 der FK Pirmasens.

## Karriere als Trainer

### Nationaltrainer Togos und Afrikameisterschaft 1972
Göller, als Ingenieur in Togo tätig, wurde Anfang 1970 auf Betreiben Harald Ganns, zu dem Zeitpunkt Diplomat an der deutschen Botschaft in Lomé, die Verantwortung als Trainer der togoischen Nationalmannschaft anvertraut. Aus den Spielern der führenden Fußballklubs Togos, Étoile Filante de Lomé, Modellé Lomé, Dynamic Togolais Lomé, Unisport und Essor stellte er eine Mannschaft zusammen, mit der er die erstmalige Qualifikation Togos für die Afrikameisterschaft (französisch Coupe d’Afrique des Nations, CAN) schaffte. Nach erfolgreicher Qualifikation gegen den starken Gegner Ghana mit einem 0:0 im Hinspiel der zweiten Qualifikationsrunde am 13. Oktober 1971 und einem 1:0-Sieg im Rückspiel am 27. Oktober nahm Togo an der Afrikameisterschaft 1972 in Kamerun teil. Nach einem 3:3 gegen Mali, einer 0:2-Niederlage gegen den Gastgeber Kamerun und einem 1:1-Unentschieden gegen Kenia schied Togo bereits nach der Vorrunde aus. Alle 4 Tore der Togoer steuerte Edmond Apéti, genannt Kaolo, bei.

### Rückkehr nach Togo und Afrikameisterschaft 1984
Ende der 1970er Jahre war Göller Trainer des Julius Berger FC in Nigeria, eines Fußballklubs im Besitz des Bauunternehmens Julius Berger Nigeria, eines Tochterunternehmens der Deutschen Bilfinger Berger. Ende 1981 übernahm er die Nigerianischen Nationalmannschaft, welche in der Qualifikation für die Weltmeisterschaft 1982 in Spanien eine 0:2-Niederlage gegen Algerien erlitten hatte. Das Engagement währte nur sehr kurz und endete bereits nach einer 1:2-Niederlage im Rückspiel gegen Algerien. Göller verließ Nigeria wieder, arbeitete kurzzeitig in Mosambik und kehrte schließlich wieder nach Togo zurück.
Für die Afrikameisterschaft 1984 in der Elfenbeinküste gelang die Qualifikation gegen Sierra Leone, Guinea und Äthiopien. Wie schon bei der Teilnahme 1972 schied Togo in der Vorrunde aus, nach einer 0:3-Niederlage gegen die gastgebende Mannschaft der Elfenbeinküste, einer 1:4-Niederlage gegen Kamerun und einem torlosen Unentschieden gegen Ägypten beendete Togo als Gruppenletzter der Gruppe A das Turnier.

### Neuaufbau und Afrikameisterschaft 1998
1996 kehrte Göller abermals als Trainer nach Togo zurück und übernahm die togoische Nationalmannschaft von seinem Vorgänger Engot Babuama Sabe. Mit zu dieser Zeit nur wenigen in Europa spielenden Profis wie Bachirou Salou (MSV Duisburg), Koffi Fiawoo (CS Louhans-Cuiseaux), Affo Atty (SC Charleroi) und Apkalo Gnavor (FC Tours) unternahm Göller einen Neuaufbau der Mannschaft. Binnen kurzer Zeit, hauptsächlich bedingt durch das Bosman-Urteil, stieg die Anzahl togoischer Spieler in Europa, welches auch der von Göller trainierten Nationalmannschaft zugutekam. Mit gestärkter Mannschaft schaffte Togo die Qualifikation zur Afrikameisterschaft 1998 in Burkina Faso. Göller sicherte mit einem Erfolg gegen die Republik Kongo den Grundstein für den Eintritt in die Gruppenphase der Qualifikation. Die Gruppenphase selber leitete größtenteils Messan Zougbede. Nach der Qualifikation übernahm der Deutsche Trainer Eberhard Vogel. Nach einer 1:2-Niederlage gegen die Demokratische Republik Kongo, einem 2:1-Sieg gegen Ghana und einer 1:3-Niederlage gegen Tunesien schied Togo abermals nach der Gruppenphase aus dem Turnier aus. Vogel gab den Job nach weniger als einem Jahr wieder ab, sein Nachfolger wurde Mawuena Kodji.

### Afrikameisterschaft 2000 und Rücktritt
1999 übernahm Göller das Trainer-Amt ein letztes Mal und führte Togo erfolgreich zur Afrikameisterschaft 2000. Togo erspielte sich ein 1:1 gegen Elfenbeinküste am 24. Januar 2000, ein 0:2 gegen Ghana am 27. Januar 2000 unter Abwesenheit Göllers, der vor dem Spiel Kritik am togoischen Verband geäußert hat und abschließend ein 1:0-Sieg gegen Kamerun, welcher allerdings nicht zur Qualifikation für das Viertelfinale reichte. Togo schied als Gruppenletzter der Gruppe A nach der Vorrunde aus. Auch das letzte Spiel hatte Göller nicht mehr mit verfolgt. Entgegen den vorgeschobenen Behauptungen einer Malaria-Erkrankung Göllers hatte er nach seiner Kritik vor dem zweiten Spiel den Dienst quittiert. Gründe seiner Kritik waren gravierende organisatorische Mängel im togoischen Verband, ausstehende Gehaltszahlungen und Zerwürfnisse mit dem Präsidenten des togoischen Fußballverbands, dem Präsidentensohn Rock Balakiyem Gnassingbé.